# Kåtatjärnen (Lycksele socken, Lappland, 719552-163856)
Kåtatjärnen är en sjö i Lycksele kommun i Lappland och ingår i Umeälvens huvudavrinningsområde. Sjön har en area på 0,0761 kvadratkilometer och ligger 241 meter över havet. Kåtatjärnen ligger i Vindelälven Natura 2000-område.

## Delavrinningsområde
Kåtatjärnen ingår i det delavrinningsområde (719551-164056) som SMHI kallar för Ovan VDRID = Ruskträskbäcken i Vindelälvens vatte*. Medelhöjden är 266 meter över havet och ytan är 27,26 kvadratkilometer. Räknas de 599 avrinningsområdena uppströms in blir den ackumulerade arean 8 996,94 kvadratkilometer. Vindelälven som avvattnar avrinningsområdet har biflödesordning 2, vilket innebär att vattnet flödar genom totalt 2 vattendrag innan det når havet efter 188 kilometer. Avrinningsområdet består mestadels av skog (86 procent). Avrinningsområdet har 1,82 kvadratkilometer vattenytor vilket ger det en sjöprocent på 6,7 procent.